# Срђан Младенов Јовановић
Срђан Младенов Јовановић (Београд, 1981) је српски доктор историјских наука, политиколог и лингвиста. Живи и ради у Кини, где као ванредни професор предаје историју на Нанкаи Универзитету у Тјенцину. 

## Биографија
Срђан Младенов Јовановић је рођен 1981. године у Београду. После свршене гимназије, Јовановић уписује ФОН који потом напушта због застарелости наставе, а основне студије наставља на Филолошком факултету код скандинависте Љубише Рајића. Усавршава се истовремено у Чешкој и Италији. Магистрира, а потом и докторира 2012. године на Универзитету Палацког у Оломоуцу, са дисертацијом на тему упоредне анализе настанка и распада Југославије и Чехословачке. 
Као путујући академик, ради на универзитетима у Чешкој, Словачкој, Турској, Шведској, Пољској, Аустрији, Румунији, и Кини. Поред научног рада, Јовановић се бави и компоновањем и свирањем у оквиру музичког пројекта Oblivion Awaits, који је уврштен у поджанр симфонијског хеви метала. 

## Научни рад
У свом научно-истраживачком раду, Јовановић се бави различитим темама: од развоја политичких програма крајње деснице у Србији, преко принудне мобилизације у време распада Југославије, до анализе таблоидне штампе блиске Српској напредној странци. На примеру женских часописа у међуратној Краљевини Југославији, илустровао је како су мас-медији злоупотребљавани у сврхе пропагирања националистичких и конзервативних наратива.  Јовановић је аутор појма и критичар „пасошизма“ (или „паспортизма“) – термина који дефинише као дискриминацију људи из земаља Трећег света на основу путних исправа.

## Политички ставови
Јовановић за себе наводи да је либерал, којем нису блиски ни леви ни десни покрети, а истакао се као промотер Новог атеизма у медијском простору Србије. Пишући под именом Малдоран чланке за дневни лист Данас, упознавао је ширу јавност у земљи са еволуционом психологијом и идејама Ричарда Докинса и Стивена Пинкера. Следствено томе, критиковао је Српску православну цркву, десно оријентисане интелектуалце, и постмодерне филозофе попут Жака Лакана и Славоја Жижека. Упоредо са српским, критиковао је са лингвистичког гледишта и новоговор присутан у хрватском и црногорском језичком национализму. О национализму уопште пише као псеудоинтелектуалној творевини 19. века, која по његовом мишљењу заправо следи из незнања и недостатка идентитета. Поред балканских тема, указивао је и на структурне проблеме западног академског система, односно на општу несигурност запослења и хипер-продукцију научних радова.

## Објављене књиге
- Религија: савремена егзегеза, Круг, 2011.[19]
- Ретролингвистика: истраживање лингвистичког атавизма у Србији, Круг, 2012.[20]
- Смрт нације: мали манифест слободе, Круг, 2013.[17]